# Södra Konsterud
Södra Konsterud är ett naturreservat i Kristinehamns kommun i Värmlands län.
Området är naturskyddat sedan 1999 (1943 som domänreservat) och är 3 hektar stort. Reservatet består av grandominerad barrskog med inslag av tall och björk.